# 第六号駆潜艇
第六号駆潜艇（だいろくごうくせんてい）は、日本海軍の駆潜艇。普遍的には第四号型駆潜艇の3番艇とされているが、海軍省が定めた特務艇類別等級および艦艇類別等級では第一号型駆潜艇の6番艇。

## 艇歴
③計画の300トン型駆潜艇、仮称艦名第70号艦として計画。1938年7月5日、鶴見製鉄造船株式会社鶴見工場で起工。9月20日、第六号駆潜艇と命名され、特務艇/駆潜艇/第一号型の6番艇に定められる。1939年2月6日進水。5月20日竣工し、本籍を佐世保鎮守府に定められ、佐世保防備隊附属に編入。
1940年11月15日、艦艇類別等級と特務艇類別等級の改正により、特務艇の駆潜艇から艦艇の駆潜艇となり、本籍を佐世保鎮守府に定められる。同日第4号駆潜艇、第5号駆潜艇、本艇の3隻で第二十一駆潜隊を新編し、第二艦隊第一根拠地隊に編入。1941年3月まで内地で訓練に従事（以下、1942年5月1日まで第二十一駆潜隊の行動）。
1941年1月15日、第二艦隊第二根拠地隊に編入。3月25日に訓練を終え中支沿岸に出撃し、交通遮断に従事。4月10日、第三艦隊第二根拠地隊に編入。6月10日、支那方面艦隊作戦指揮下に編入。7月15日から8月まで軍隊区分ふ号艦隊第一護衛隊に配され、ふ号作戦では船団護衛やカムラン湾の警戒に従事。ふ号作戦終了後、支那方面艦隊作戦指揮を解かれて第二根拠地隊指揮下に復帰。8月27日に佐世保へ帰還し訓練と警戒に従事。10月1日、第二十一駆潜隊に第16号駆潜艇、第17号駆潜艇、第18号駆潜艇の3隻が編入され6隻編制となった。11月26日、寺島水道を発し、30日馬公着。
太平洋戦争の開戦時は軍隊区分菲島部隊第二急襲隊に配され、第四水雷戦隊司令官の指揮下で行動。12月7日に馬公を出撃しビガン攻略に従事。12日、ビガン泊地の警戒任務を解かれ高雄へ回航。18日から24日までリンガエン攻略に従事し、続けてダバオの攻略に従事。
1942年1月24日からは厳島に座乗した第二根拠地隊司令官の直接指揮下でボルネオ島南東部の攻略に従事。3月10日、第二南遣艦隊第二十二特別根拠地隊に編入。ボルネオ方面で護衛に従事。5月1日、本艇は第4号駆潜艇、第5号駆潜艇とともに第二十一駆潜隊から除かれ、第二十二特別根拠地隊附属に編入。同月、小スンダ列島戡定作戦に参加。8月10日、第二十三特別根拠地隊作戦指揮下に編入され、軍隊区分主隊に配される。スラウェシ島近海で行動。1943年1月26日、アンボン灯台の南西16海里でアメリカ潜水艦「ガジョン」の潜望鏡を発見し爆雷攻撃で損傷させた。
1943年3月、第二十三特別根拠地隊作戦指揮を解かれ第二十二特別根拠地隊に復帰。バリクパパン方面での護衛に従事。11月30日、船団（特設運送船國洋丸、健洋丸、吾妻丸）を護衛しトラックへ向けバリクパパン発。12月3日、パラオ南西325km 北緯06度34分 東経131度40分 / 北緯6.567度 東経131.667度の地点で吾妻丸がアメリカ潜水艦ティノサの攻撃により被雷沈没した。船団はトラック行きを取りやめ、4日パラオに入港した。
1944年3月15日、船団を護衛しバリクパパン発。23日パラオ着。30日、船団を護衛し西水道に向けて航行中パラオ大空襲に遭遇した。本艇は被爆のため浸水し、上甲板の一部を除き水没したため放棄され、生存者はパラオへ避退した。10月10日、第六号駆潜艇は第一号型駆潜艇から削除され、帝国駆潜艇籍から除かれた。

## 駆潜艇長
艤装員長
1. 古谷義二郎 少佐：1939年2月20日 - 1939年5月20日

駆潜艇長
1. 安東英雄 予備大尉：1940年11月15日 - 1941年7月17日
2. 川本源蔵 予備大尉/大尉：1941年7月17日 - 1943年10月15日
3. 安藤英郎 大尉：1943年10月15日 - 1944年5月1日